# Crap la Pala
Crap la Pala är en bergstopp i Schweiz.   Den ligger i regionen Albula och kantonen Graubünden, i den östra delen av landet, 160 km öster om huvudstaden Bern. Toppen på Crap la Pala är 2 151 meter över havet, eller 63 meter över den omgivande terrängen. Bredden vid basen är 0,45 km.
Terrängen runt Crap la Pala är huvudsakligen bergig, men åt sydost är den kuperad. Närmaste större samhälle är Chur, 15,4 km norr om Crap la Pala. 
I omgivningarna runt Crap la Pala växer i huvudsak blandskog. Runt Crap la Pala är det glesbefolkat, med 10 invånare per kvadratkilometer.